# Pierre-Augustin Guys
Pierre-Augustin Guys (Marsiglia, 1º agosto 1721 – Zante, 18 agosto 1799) è stato uno scrittore e viaggiatore francese.
Fu un mercante e viaggiatore marsigliese.

## Biografia

Frontespizio di Voyage littéraire de la Grèce, 1776

Pierre-Augustin Guys era figlio di François Guys e di Marie Rémusat, figlia di Hyacinthe Rémusat e di Anne Constans. Dopo gli studi conseguiti brillantemente presso gli Oratoriani di Marsiglia, egli partì per Costantinopoli nel 1740 come sovrintendente dell'azienda commerciale degli zii Rémusat. Viaggiò in diversi paesi: Turchia, Bulgaria, Siria e Grecia.
Di ritorno da Marsiglia, si sposò il 15 luglio 1752 con Anne Magy, figlia di Jean-Baptiste e di Claire de Rémusat, figlia di Pierre Rémusat.
Venne nominato membro dell'Académie di Marsiglia il 26 luglio 1752, della quale poi diventerà segretario dal 1782 al 1784. Morì il 18 agosto 1799 a Zante in Grecia.

## Opere
- (FR) Voyage littéraire de la Grèce, ou lettres sur les grecs, anciens et modernes, avec un parallèle de leurs mœurs, vol. 1, Paris, Veuve Duchesne, 1776.
- (FR) Voyage littéraire de la Grèce, ou lettres sur les grecs, anciens et modernes, avec un parallèle de leurs mœurs, vol. 2, Paris, Veuve Duchesne, 1776.
- (FR) Marseille ancienne et moderne, Paris, Veuve Duchesne, 1786.